# Richard Lewis (acteur)
Richard Philip Lewis (Brooklyn (New York), 29 juni 1947 – Los Angeles, 27 februari 2024) was een Amerikaanse stand-upcomedian en acteur.

## Biografie
Richard Lewis werd in 1947 geboren in Brooklyn (New York) en groeide op in Englewood (New Jersey). Zijn vader was een traiteur, zijn moeder was een actrice. Zijn familie was joods, maar niet bijzonder gelovig.
Hij studeerde aan Ohio State University, waar hij deel uitmaakte van de studentenvereniging Alpha Epsilon Pi. 
Lewis kampte jarenlang met een alcohol- en drugsverslaving. Hij kickte af en was sinds 1994 nuchter.
Lewis leed aan de ziekte van Parkinson. Op 27 februari 2024 overleed hij thuis in Los Angeles op 76-jarige leeftijd aan een hartaanval.

## Carrière
Lewis begon in de jaren 1970 met stand-upcomedy. In zijn beginjaren werkte hij als copywriter voor een advertentiebureau in New Jersey. In de jaren 1980 verwierf hij bekendheid door zijn gastoptredens in de talkshow Late Night with David Letterman en zijn comedyspecials op HBO.
In 1988 maakte hij met de komedie The Wrong Guys zijn filmdebuut. Een jaar later vertolkte net als Jamie Lee Curtis een hoofdrol in de ABC-sitcom Anything but Love. De reeks liep vier seizoenen. In 1993 speelde hij samen met collega-komiek Don Rickles in de sitcom Daddy Dearest. De reeks werd echter al na elf afleveringen geannuleerd door Fox. Datzelfde jaar vertolkte hij ook een hoofdrol in de Mel Brooks-komedie Robin Hood: Men in Tights. In 1995 vertolkte hij een bijrol in de dramafilm Leaving Las Vegas.
Sinds 2000 speelde Lewis een gefictionaliseerde versie van zichzelf in de komische serie Curb Your Enthusiasm. In de reeks speelt hij een van de beste vrienden van protagonist Larry David, met wie hij in het echt ook goed bevriend is. De twee leerden elkaar op dertienjarige leeftijd kennen tijdens een zomerkamp in Cornwall-on-Hudson (New York). Aanvankelijk konden ze elkaar niet uitstaan. Pas toen ze elkaar zo'n veertien jaar later als komiek opnieuw tegen het lijf liepen, werden ze boezemvrienden.

## Stijl
Lewis bracht vaak zwarte en surrealistische humor, meestal met veel zelfbeklag. Dat gaf hem de bijnaam "The Prince of Pain". Hij stond er ook om bekend altijd zwarte outfits te dragen en zich nerveus te gedragen. Zijn optredens gingen vaak over persoonlijke onderwerpen als mentale gezondheid, psychotherapie, depressie, hypochondrie, neuroticisme en de Joodse cultuur.

## Filmografie

### Film
- The Wrong Guys (1988)
- That's Adequate (1989)
- Once Upon a Crime (1992)
- Robin Hood: Men in Tights (1993)
- Wagons East (1994)
- Drunks (1995)
- Leaving Las Vegas (1995)
- The Elevator (1996)
- Hugo Pool (1997)
- The Maze (1997)
- Game Day (1999)
- Sledge: The Untold Story (2005)
- Vamps (2012)
- She's Funny That Way (2014)
- Sandy Wexler (2007)
- The Great Buster (2018)

### Televisie
- Diary of a Young Comic (1977)
- House Calls (1980)
- Temporary Insanity (1985)
- Riptide (1986)
- Harry (1987)
- CBS Summer Playhouse (1987)
- Tattingers (1988)
- Anything But Love (1989–1992)
- The Danger of Love (1992)
- Daddy Dearest (1993)
- TriBeCa (1993)
- The Larry Sanders Show (1993)
- Tales from the Crypt (1994)
- A.J.'s Time Travelers (1995)
- A Weekend in the Country (1996)
- Happily Ever After: Fairy Tales for Every Child (1997)
- Dr. Katz, Professional Therapist (1997) (stem)
- Rude Awakening (1998)
- Hercules (1999)
- V.I.P. (1999)
- Larry David: Curb Your Enthusiasm (1999)
- Curb Your Enthusiasm (2000–)
- Presidio Med (2002)
- 7th Heaven (2002–2004)
- Alias (2003)
- Two and a Half Men (2004)
- The Dead Zone (2004)
- Las Vegas (2005)
- George Lopez (2005)
- The Simpsons (2006) (stem)
- Everybody Hates Chris (2006)
- Law & Order: Special Victims Unit (2008)
- The Cleaner (2009)
- Funny or Die Presents (2010)
- 'Til Death (2010)
- Pound Puppies (2011) (stem)
- Blunt Talk (2015)
- Code Black (2016)
- BoJack Horseman (2018) (stem)